# Tomasz Z. Majkowski
Tomasz Zbigniew Majkowski (ur. 13 stycznia 1978) – polski literaturoznawca, groznawca, doktor habilitowany na Wydziale Polonistyki Uniwersytetu Jagiellońskiego.

## Życiorys
Absolwent filologii polskiej na Uniwersytecie Jagiellońskim (2003). Doktoryzował się w 2009 roku na tej samej uczelni rozprawą o dwudziestowiecznych powieściach fantasy, wydaną w 2013 roku jako W cieniu Białego Drzewa. Powieść fantasy w XX wieku. Habilitację uzyskał w 2019 roku rozprawą Języki gropowieści. O wielojęzyczności gier cyfrowych.
Od 2013 roku zatrudniony w Katedrze Antropologii Literatury i Badań Kulturowych UJ, kierownik powołanego w 2017 roku Ośrodka Badań Groznawczych UJ. Jego zainteresowania obracają się wokół groznawstwa, fantastyki w literaturze i mediach audiowizualnych, kultur fanowskich oraz nowych mediów.